# Мислођин
Мислођин је насеље у градској општини Обреновац у граду Београду. Према попису из 2022. било је 2302 становника.
У овом селу налазе се манастир Светог великомученика Христифора, Црквине у селу Мислођин и Механа Узун Мирка Апостоловића у Мислођину.

## Историја
Почетком 20. века 1901. године Мислођин је село у склопу Баричке општине. Године 1903. одвоје се вољом мештана села Мислођин и Јасенак у нову Мислођинску општину.
Основна школа је 1902. године радила у новој згради. Њени први учитељи су били: Ненад Вујковић (1901), супружници Божидар и Зорка Аврамовић дошли су из Вранића 1901. године (до 1904).
У месту од 1903. године ради Земљорадничка задруга. Две године по оснивању, 1905. има 17 чланова са капиталом од 3.600 динара.

## Демографија
У насељу Мислођин живи 1895 пунолетних становника, а просечна старост становништва износи 40,3 година (39,7 код мушкараца и 40,9 код жена). У насељу има 729 домаћинстава, а просечан број чланова по домаћинству је 3,17.
Ово насеље је великим делом насељено Србима (према попису из 2002. године), а у последња три пописа, примећен је пораст у броју становника.
|  |

| Демографија | Демографија | Демографија |
| Година      | Становника  | Становника  |
| ----------- | ----------- | ----------- |
| 1948.       | 1.206       |             |
| 1953.       | 1.260       |             |
| 1961.       | 1.305       |             |
| 1971.       | 1.395       |             |
| 1981.       | 1.834       |             |
| 1991.       | 2.151       | 2.074       |
| 2002.       | 2.313       | 2.391       |

| Етнички састав према попису из 2002.‍ | Етнички састав према попису из 2002.‍ | Етнички састав према попису из 2002.‍ | Етнички састав према попису из 2002.‍ | Етнички састав према попису из 2002.‍ |
| ------------------------------------ | ------------------------------------ | ------------------------------------ | ------------------------------------ | ------------------------------------ |
|                                      |                                      |                                      |                                      |                                      |
| Срби                                 | Срби                                 |                                      | 2.250                                | 97,27%                               |
| Црногорци                            | Црногорци                            |                                      | 16                                   | 0,69%                                |
| Југословени                          | Југословени                          |                                      | 10                                   | 0,43%                                |
| Македонци                            | Македонци                            |                                      | 9                                    | 0,38%                                |
| Хрвати                               | Хрвати                               |                                      | 8                                    | 0,34%                                |
| Руси                                 | Руси                                 |                                      | 3                                    | 0,12%                                |
| Роми                                 | Роми                                 |                                      | 3                                    | 0,12%                                |
| Муслимани                            | Муслимани                            |                                      | 2                                    | 0,08%                                |
| Мађари                               | Мађари                               |                                      | 1                                    | 0,04%                                |
| непознато                            | непознато                            |                                      | 7                                    | 0,30%                                |

| Година пописа     | 1948. | 1953. | 1961. | 1971. | 1981. | 1991. | 2002. |
| ----------------- | ----- | ----- | ----- | ----- | ----- | ----- | ----- |
| Број домаћинстава | 259   | 283   | 337   | 407   | 540   | 638   | 729   |

| Број чланова      | 1   | 2   | 3   | 4   | 5  | 6  | 7  | 8 | 9 | 10 и више | Просек |
| ----------------- | --- | --- | --- | --- | -- | -- | -- | - | - | --------- | ------ |
| Број домаћинстава | 105 | 185 | 134 | 174 | 76 | 37 | 11 | 4 | 2 | 1         | 3,17   |

| Пол    | Укупно | Неожењен/Неудата | Ожењен/Удата | Удовац/Удовица | Разведен/Разведена | Непознато |
| ------ | ------ | ---------------- | ------------ | -------------- | ------------------ | --------- |
| Мушки  | 1.002  | 325              | 599          | 46             | 32                 | 0         |
| Женски | 994    | 235              | 591          | 136            | 32                 | 0         |
| УКУПНО | 1.996  | 560              | 1.190        | 182            | 64                 | 0         |

| Пол    | Укупно                    | Пољопривреда, лов и шумарство | Рибарство                            | Вађење руде и камена | Прерађивачка индустрија       |
| ------ | ------------------------- | ----------------------------- | ------------------------------------ | -------------------- | ----------------------------- |
| Мушки  | 462                       | 64                            | 0                                    | 2                    | 139                           |
| Женски | 299                       | 48                            | 0                                    | 1                    | 49                            |
| УКУПНО | 761                       | 112                           | 0                                    | 3                    | 188                           |
| Пол    | Производња и снабдевање   | Грађевинарство                | Трговина                             | Хотели и ресторани   | Саобраћај, складиштење и везе |
| Мушки  | 40                        | 61                            | 54                                   | 5                    | 43                            |
| Женски | 11                        | 2                             | 46                                   | 20                   | 10                            |
| УКУПНО | 51                        | 63                            | 100                                  | 25                   | 53                            |
| Пол    | Финансијско посредовање   | Некретнине                    | Државна управа и одбрана             | Образовање           | Здравствени и социјални рад   |
| Мушки  | 1                         | 20                            | 14                                   | 3                    | 7                             |
| Женски | 3                         | 25                            | 19                                   | 14                   | 37                            |
| УКУПНО | 4                         | 45                            | 33                                   | 17                   | 44                            |
| Пол    | Остале услужне активности | Приватна домаћинства          | Екстериторијалне организације и тела | Непознато            | Непознато                     |
| Мушки  | 8                         | 0                             | 0                                    | 1                    | 1                             |
| Женски | 11                        | 3                             | 0                                    | 0                    | 0                             |
| УКУПНО | 19                        | 3                             | 0                                    | 1                    | 1                             |